# Indiens geografi
Indien kunde förr i geografisk mening avse de båda östliga halvöarna i Sydasien; Främre Indien, eller det som numera oftast kallas Indiska halvön, samt Bortre Indien i Sydostasien. När man vid Amerikas upptäckt i slutet av 1400-talet trodde sig där ha funnit Indien och ögruppen mellan Nord- och Sydamerika fick namnet Västindien, kallades allt land öster om Afrika för Ostindien och omfattade alltså även den indiska subkontinenten och Kina.
Med Indiens geografi avses i denna artikel geografin för Förbundsrepubliken Indien. Denna stat är en av världens största. Med en yta på 3 287 590 km² är landet det sjunde största i världen. Med en folkmängd på 1 129 866 154 (2007) är landet näst folkrikast i världen. Folktätheten är numera hela 319 inv/km².
Indien begränsas i norr av Nepal och Tibet, det sistnämnda numera en provins i Kina, Bhutan, i väster av Pakistan, och i öster av Bangladesh och Myanmar. Söder om Indien ligger östaten Sri Lanka. Ögrupperna Andamanerna och Nicobarerna och Lakshadweep, belägna i Indiska Oceanen ingår i förbundsrepubliken Indien.

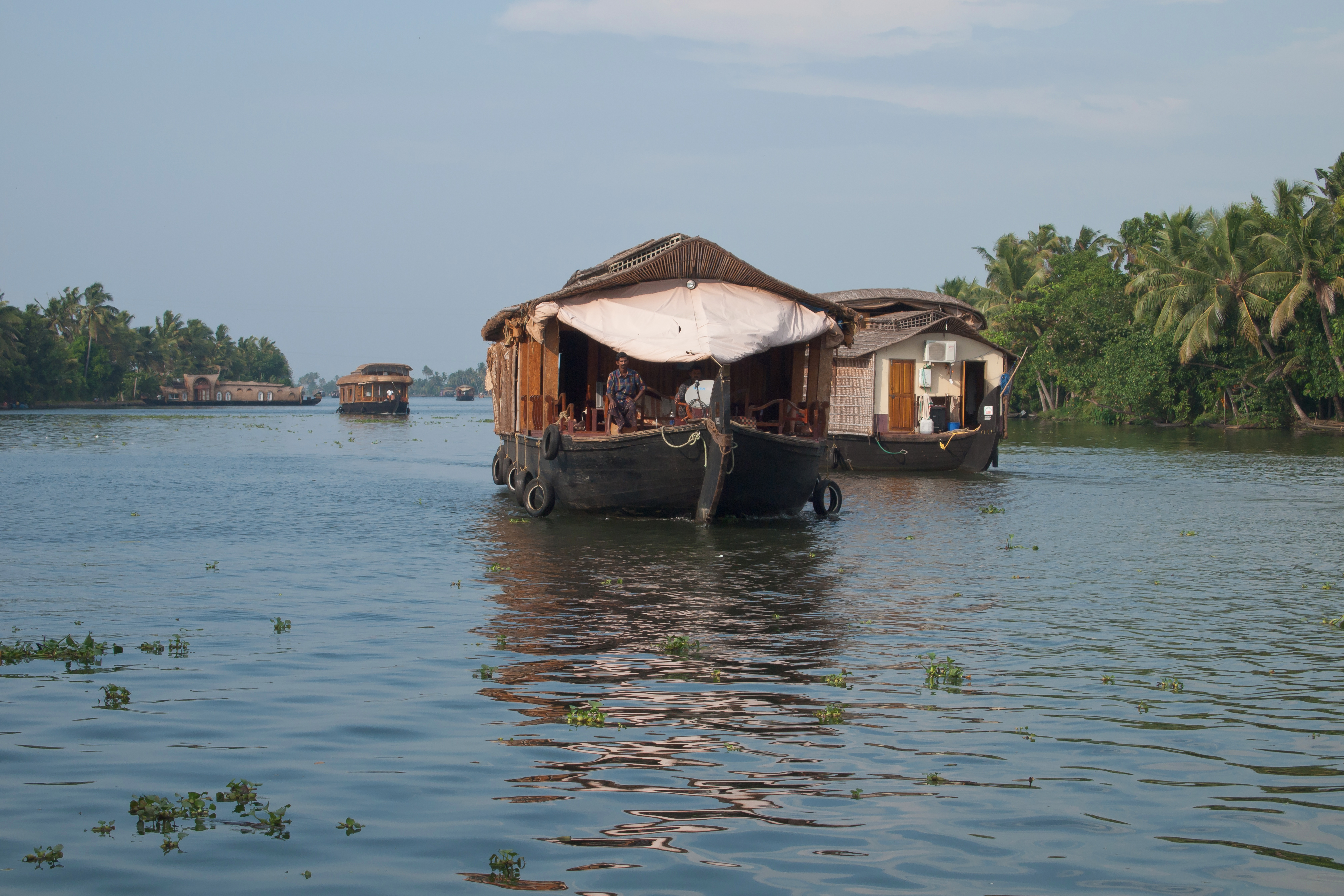
Husbåt i sydliga delstaten Kerala

## Natur och klimat
Med avseende på naturens beskaffenhet och klimat är landet omväxlingsrikt och omfattar från jordens högsta berg till ofantliga floddeltan som endast obetydligt höjer sig över havsytan. Indien bildar snarare en kontinent än ett land, och består av tre särskilda, väl begränsade områden. Det första omfattar Himalayabergen, vilka, ehuru till största delen belägna utanför Indien, utgör en väsentlig inverkan på norra Indiens fysiska geografi. De bildar inte bara en dubbel vall längs norra Indien, utan utsänder i öster och väster bergskedjor mot söder, som skyddar de nordöstra och nordvästra gränserna.

Nederbörden i Indien, efter delstatsgenomsnitt

Det andra området utgörs av slättlandet som bevattnas av Himalayas stora floder, Indus, Sutlej, Ganges och Brahmaputra, och sträcker sig i en sammanhängande båge från Ganges mynningar till Indus, och omfattar Assain, Bengalen, Uttar Pradesh, Punjab, Sindh, Rajasthan och andra inhemska områden. Det omfattar Indiens bördigaste och mest tätbefolkade delar. Det tredje området är den triangelformiga halvön Deccan, som skjuter ut i Indiska Oceanen.

## De geografiska regionerna
Av dessa tre regioner av Indien, som nu i korthet omnämnts, ligger den första, Himalaya, som sagt, till största delen utanför Indien. Den andra, eller de stora flodslätterna, utgjorde skådeplatsen för de forna folkflyttningar, som skapade hela indiska halvöns civilisation och politiska öden. Deccan har en karaktär som är alldeles olikt med de båda andra regionerna, och har en befolkning som utvecklas.  
Allmänhet beskrivet är Himalaya befolkat av mongoliska folk, slätterna befolkas av folkgrupper som talar indoeuropeiska språk, och platålandet har varit tummelplatsen för långvariga strider mellan indoeuropéerna och dravidiska folk. 

### Klimatskillnaderna

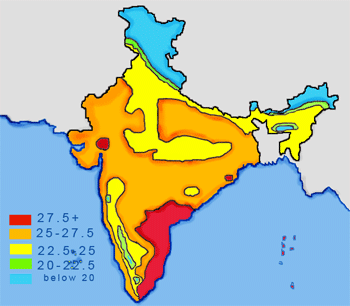
Årsmedeltemperaturer i Indien

Landets stora utsträckning och olikhet i höjdförhållanden medför stora skillnader i klimathänseende. Hindustans slätter, Bengalens lågland samt kuststräckorna kring halvön har tropiskt klimat med kvalmig hetta och häftiga regnflöden, medan berglandskapen har svalare och torrare luft. Deccan har bäst klimatförhållanden, där de högsta bergen endast kort tid bär ett tunt snötäcke, där luften uppfriskas av dagg och regn samt där på sätt och vis en evig vår härskar.

## Djur och växter
Indiens växt- och djurliv är liksom klimatet väsentligen olika i låg- och höglandet. Stiger man ned utför södra Himalayas sluttningar, kommer man plötsligt från ett alplands kalla och rena luft till det vattenrika Bengalens tropiska hetta och fuktiga dunster; från skogar av barrträd, björkar och så vidare, till bergfotens tropiska skogar, där man möts av palmlundar. Där bevattning saknas, uppstår till följd av brännheta vindar torra ödemarker, såsom slätterna längs Indus och dess vänstra bifloder. Den tropiska solen och fuktigheten från havet, ger växtvärlden i Bengalen och de bördiga lågländerna samt halvöns kusttrakter en utomordentlig rikedom.

### Stora djur och rovdjur
Indisk elefant (Elephas indicus) förekommer i vilt tillstånd nedanför Himalayas södra sluttningar så långt västerut som Dehradun, men även i skogsregionerna mellan Ganges och Krishnafloden, västerut till Bilaspur och Mandia, dessutom i Västra Ghats till 17° eller 18° i norr och i vissa skogstrakter i Mysuru samt längre söderut. Förr var dess utbredning dock större. Lejon är numera mycket sällsynta; några få lever i ödsliga delar av Rajasthan, Udaipur och omkring berget Abu. Noshörning förekommer, i tre arter, i flera delar av landet. Andra stora djur är vildsvin och tiger, varvid sistnämnda djur funnits i hela landet, från Himalaya till Sundarbans sumptrakter. I den mån odlingen går framåt, blir tigern alltmer sällsynt i stora delar av landet. Övriga i Indien förekommande kattdjur är pantern (Felis pardus), som är mer allmänt förekommande än tigern och orsakar minst lika stor skada som denna, irbisen (F. uncia), F. macroselis, F. marmorata, F. cliaus, F. mverrina samt gepard. Även björnar, vargar, hyenor och schakaler har varit vanliga rovdjur.
Bland klövdjuren förtjänar nämnas bantengoxen (Bos sondaicus), buffeln och flera hjortarter, och bland valdjuren Gangesdelfiner (Platanista). Indien är vidare utomordentligt rikt på insekter och giftiga ormar, bland vilka den mest fruktade är glasögonormen som är mycket giftig. 

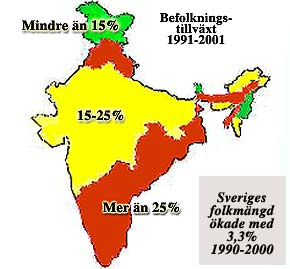
Befolkningsökningen i Indien

## Snabbfakta

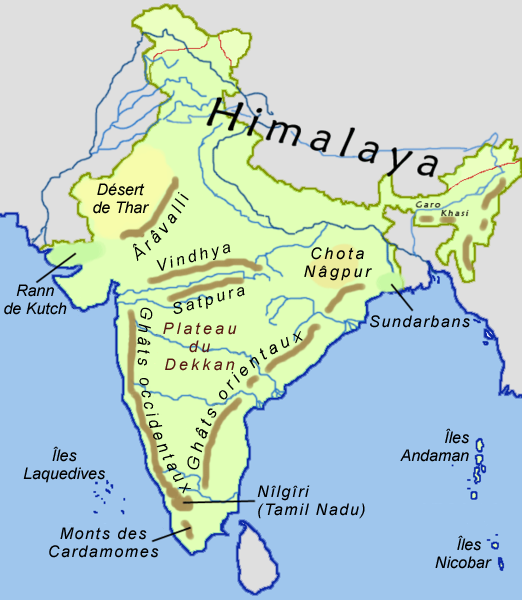
Indiens relief

- Klimat: Varierar från tropiskt i söder till tempererat i norr.
- Topografi: Högplatå i söder, vidsträckta slätter kring Ganges, öknar i väst och höglänta bergsmassiv i norr.
- Naturresurser: Kol, järnmalm, mangan, bauxit, krom, naturgas, diamanter, olja.
- Arbetsmarknad: Sysselsatta i jordbruk 60 %, tjänster 23 %, industri 17 %
- Arbetslöshet: 8,8 % (2002)
- Andel uppodlad mark: 54 % (1993 beräknas drygt en fjärdedel av åkermarken ha haft tillgång till konstbevattning)
- Åldersfördelning: 32,2 % 0-14 år, 63 % 15-64 år, 5 % 65- år
- Befolkningstillväxt: 1,47 % p.a.
- Befolkningssammansättning: Indoarier 72 %, dravidfolk 25 %, mongolfolk 3 %
- Religioner: Hinduer 82 %, muslimer 12 %, kristna 2 %, sikher 2 %, övriga 2 % (2000). Se den fullständiga statistiken från 1991.
- Språk: Engelska dominerar som affärsspråk. Hindi talas som förstaspråk av 30 %. Förutom hindi är ytterligare 17 språk sanktionerade som officiella: bengali, telugu, marathi, tamil, urdu, gujarati, malayalam, kannada, oriya, punjabi, assamesiska, kashmiri, sindhi och sanskrit. Sammanlagt erkänns 325 olika språk såsom existerande i landet.

### Delstaterna
Delstater (28): Andhra Pradesh, Arunachal Pradesh, Assam, Bihar, Chhattisgarh, Goa, Gujarat, Haryana, Himachal Pradesh, Jharkhand, Karnataka, Kerala, Madhya Pradesh, Maharashtra, Manipur, Meghalaya, Mizoram, Nagaland, Orissa, Punjab, Rajasthan, Sikkim, Tamil Nadu, Telangana, Tripura, Uttar Pradesh, Uttarakhand, Västbengalen.
Unionsterritorier (8): Andamanerna och Nicobarerna, Chandigarh, Dadra och Nagar Haveli och Daman och Diu, Delhi (huvudstadsterritorium), Jammu och Kashmir, Ladakh, Lakshadweep, Pondicherry.

### Indiens miljonstäder
1. Bombay (Mumbai) 11 914 398
2. Delhi 9 817 439
3. Calcutta (Kolkata) 4 580 544
4. Bangalore 4 292 223
5. Chennai 4 216 268
6. Ahmedabad 3 515 361
7. Hyderabad 3 449 878
8. Pune 2 540 069
9. Kanpur 2 532 138
10. Surat 2 433 787
11. Jaipur 2 324 319
12. Nagpur 2 051 320
13. Indore 1 597 441
14. Bhopal 1 433 875
15. Ludhiana 1 395 053
16. Patna 1 376 950
17. Vadodara 1 306 035
18. Thane 1 261 517
19. Agra 1 259 979
20. Kalyan-Dombivali 1 193 266
21. Varanasi 1 100 748
22. Nashik 1 076 967
23. Meerut 1 074 229
24. Faridabad 1 054 981
25. Haora 1 008 704
26. Pimpri-Chinchwad 1 006 417

Enligt 2001 års folkräkning

### Landgränser
- Total landgräns: 14 103 km
  - Mot Bangladesh 4 053 km
  - Mot Bhutan 605 km
  - Mot Kina 3 380 km
  - Mot Myanmar 1463 km
  - Mot Nepal 1 690 km
  - Mot Pakistan 2 912 km

### Indiens sjögränser
- Total kustlinje: 7 000 km
  - Territorialvatten: 12 sjömil
  - Den politiska sjögräns landet hävdar: 24 sjömil
  - Den ekonomiska sjögräns landet hävdar: 200 sjömil eller till kontinentalsockelns slut

### Miljöproblem
- Naturkatastrofer som inträffar i Indien:
  - Torka och missväxt
  - översvämningar
  - Svåra stormar (vanliga)
  - Jordbävningar
- Aktuella miljöproblem
  - Avskogning
  - Jorderosion
  - Kreaturens överbetning av ängsmark
  - Omvandling av jordar till öken
  - Luftförorening från industri och biltrafik
  - Vattenförorening till följd av bristande rening, pesticider från jordbruket
  - Ej drickbart kranvatten runt om i hela landet och starkt bristande sanitära förhållanden
  - Miljöförstörande utbyggnad av floder. Hittills tros uppåt 50 000 000 människor ha blivit fördrivna från sina bostäder på grund av statliga dammbyggen sedan 1947.
  - Stor och starkt ökande befolkning